# Rhyzodiastes nitidus
Rhyzodiastes nitidus es una especie de escarabajo terrestre, categorizada en la tribu Clinidiini, de la subfamilia Rhysodinae. Se atribuye su descripción a los entomólogos de origen estadounidense Ross Taylor Bell y Joyce Elaine Rockenbach Bell, quienes la citaron por primera vez en 1985.

## Descripción
La especie mide 6,0-7,2 mm de longitud. Cuenta con un estilete antenal pequeño de forma cónica, además su cabeza es más larga que ancha, surcos frontales anchos, pronoto con forma de óvalo y con 1,59 mm de longitud, ápice curvado. Cuenta con élitros alargados y márgenes laterales paralelos.

## Distribución
Se distribuye por América del Sur, en Brasil, en el municipio de Santarén.